# Megarhyssa atrata
Megarhyssa atrata là một loài tò vò trong họ Ichneumonidae.